# (708) Raphaela
(708) Raphaela est un astéroïde de la ceinture principale découvert le 3 février 1911 par l'astronome allemand Joseph Helffrich. Sa désignation provisoire était 1911 LJ.